# 三阳薹草
三阳薹草（学名：Carex duvaliana）是莎草科薹草属的植物。分布于日本以及中国大陆的安徽等地，生长于海拔600米至1,700米的地区，多生长在山坡路边和林缘，目前尚未由人工引种栽培。